# 40-mm-Bofors-Geschütz

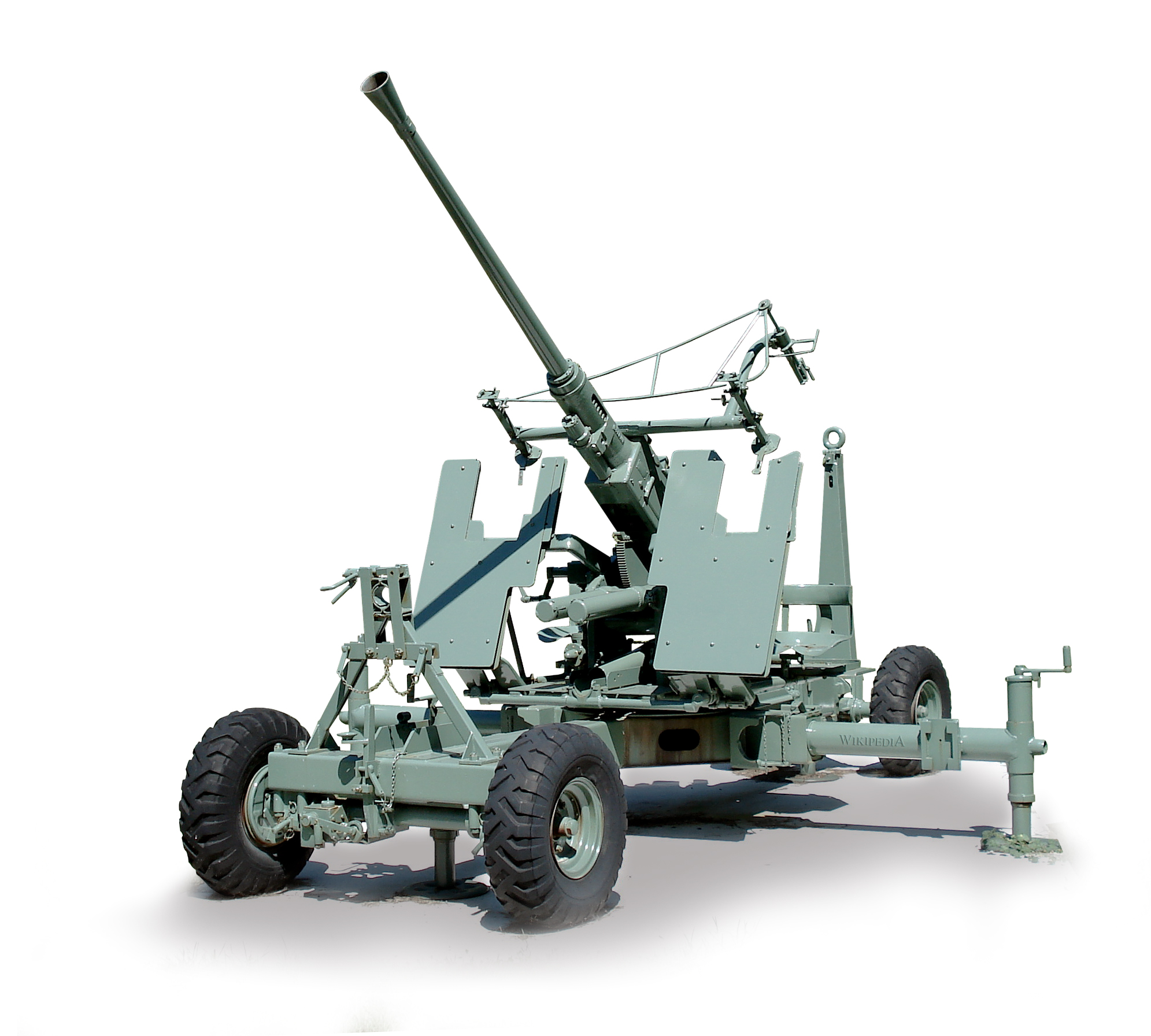
40-mm-Bofors-Flugabwehrkanone auf Radlafette: Hier die britische Version mit den zusätzlich angebrachten Schutzschilden

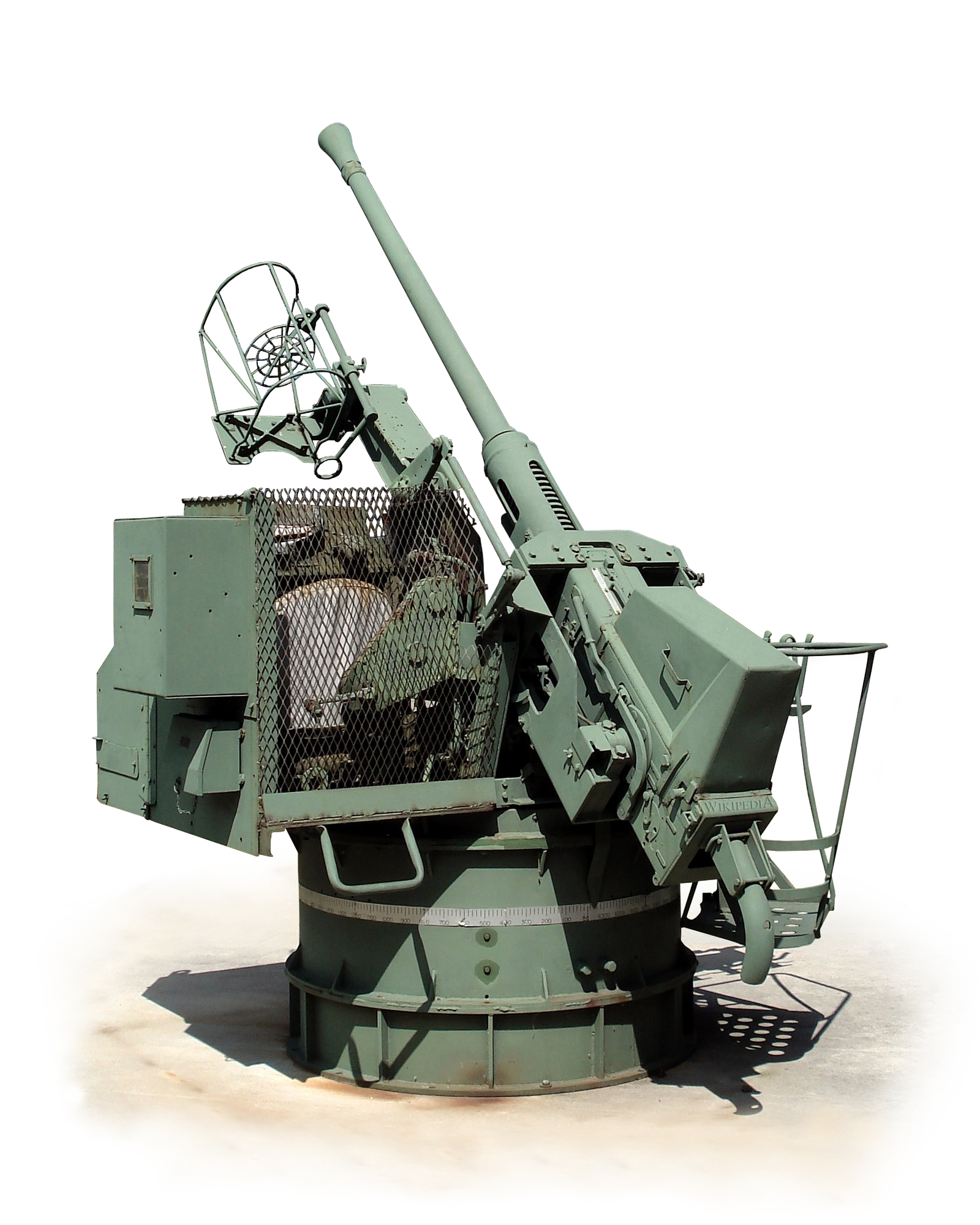
„Bedienseite“ einer kanadischen Version des Bofors-Geschützes auf dem sog. „Boffin-Mounting“ (Pivot)

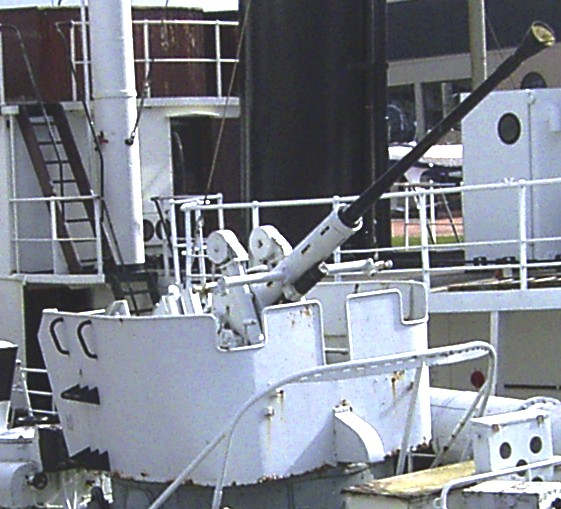
40-mm-L/70-MEL-Flak (Marineeinzellafette) eines deutschen Torpedoschnellbootes der Jaguar-Klasse

Das vom schwedischen Rüstungshersteller Bofors entwickelte automatische 40-mm-Bofors-Geschütz L 60/70 ist eine Flugabwehrkanone aus den 1930er-Jahren. Sie wird noch heute in verschiedenen Ausführungen von vielen Armeen verwendet.
Die Entwicklungsstufe L 70 hat ein 2,80 m langes Rohr (Kaliberlänge 70). Seine hohe Feuerrate und die hohe Mündungsgeschwindigkeit machten es zu einer effektiven Vielzweckwaffe.
Es wurde auch auf Schiffen zur Flugabwehr und zur Seezielbekämpfung eingesetzt – teilweise als Doppellafette (MDL – Marinedoppellafette) – sowie vereinzelt in Flugzeugen (U.S. Air Force).
In der Bundeswehr war es bei den Flugabwehrbataillionen des Heeres und der Luftwaffe bis in die 1970er Jahre im Einsatz sowie in der Marine.

## Entwicklung

### Vorläufer
1922 kaufte die schwedische Marine beim britischen Vickers-Konzern einige der in der Royal Navy „Pom-Pom“ genannten QF 2-Pfünder-Flugabwehrkanonen. Letztlich waren die schwedischen Militärs aber mit diesem Modell unzufrieden und wandten sich an Bofors mit der Bitte, ein leistungsfähigeres Geschütz zu entwickeln.
Bofors zögerte zunächst, da die schwedische Marine nur einen sehr kleinen Abnehmermarkt darstellte. Als sich die Marine aber bereit erklärte, die Entwicklung eines Prototyps zu bezahlen, wurde Ende 1928 der Entwicklungsauftrag unterschrieben. Bofors antwortete mit einer Waffe, die in gewisser Weise eine kleinere Version der 1922 von Finspong zur Abwehr von Torpedobooten entwickelten 57-mm-Kanone war. Das erste Testmuster war tatsächlich eine Nordenfelt-Version der Finspong-Kanone, die mit einem angepassten Rohr und einem halbautomatischen Lademechanismus ausgestattet war.
Tests dieser Waffe im Jahre 1929 ergaben, dass die Munitionszufuhr das Hauptproblem darstellte. Ein Mechanismus, der stark genug war, die große Patrone zu handhaben, war gleichzeitig zu schwer, um eine hohe Feuerrate zu erzielen. Einen interessanten Ansatz zur Lösung dieses Problems stellte die Verwendung von Patronenhülsen aus Zink dar, die beim Abfeuern verbrannten. Allerdings erzeugte dieses Verfahren starke Zinkablagerungen in den Rohren und musste deshalb aufgegeben werden. Im Sommer 1930 begannen Versuche mit einer neuen Testwaffe, die auf die gesteuerte Munitionszufuhr verzichtete und die leeren Hülsen nach hinten auswarf. Gleichzeitig führte ein zweiter Mechanismus eine frische Patrone aus dem Magazin in den offenen Verschluss ein. Dies erschien als praktikable Lösung, da man damit eine akzeptable Feuergeschwindigkeit erreichte. Die Arbeiten am Prototyp begannen kurz darauf.
Zeitgleich erwarb Krupp ein Drittel an Bofors. Die Ingenieure des neuen Teilhabers begannen damit, die Fabriken von Bofors auf moderne Ausrüstung und Metallurgie umzustellen. Das Projekt der 40-mm-Kanone wurde aber geheim gehalten. Trotzdem behaupten viele Quellen, dass die 40-mm-Entwicklung in Wirklichkeit von einer Kruppentwicklung abgeleitet wurde. Die einzige deutsche Waffe mit ähnlichem Kaliber und Einsatzzweck war jedoch die von Rheinmetall gefertigte 3,7-cm-SK C/30. Diese beiden Waffen unterscheiden sich aber so stark voneinander, dass sich für diese Annahme keinerlei Beweise finden lassen.

### Prototyp
Anfang November 1931 wurde der Prototyp fertiggestellt. Bei ersten Tests Mitte des Monats konnten Feuerstöße von zwei und drei Schuss abgegeben werden. So blieben nur noch Verbesserungen an der Munitionszufuhr übrig und Ende des Jahres war eine Kadenz von 130 Schuss pro Minute erreicht. Weitere Entwicklungsschritte waren nötig, um die Waffe produktionsreif zu machen und dieses Ziel war im Oktober 1933 erreicht. Da die Abnahmetests bereits im Vorjahr absolviert worden waren, wurde die Waffe als 40 mm akan M/32 bekannt. Die meisten Streitkräfte bezeichneten sie als Bofors 40 mm L/60, obwohl die Rohrlänge tatsächlich nur 56,25 Kaliberlängen betrug und nicht 60, wie es die Bezeichnung vermuten ließe.
Nachdem die Entwicklung nun erfolgreich abgeschlossen war, wünschte sich die schwedische Marine eine leichtere, manuell bedienbare Waffe im Kaliberbereich von 13 bis 25 Millimetern und begann damit, unterschiedliche Modelle ausländischer Hersteller zu testen. Basierend auf der fortgeschrittenen Entwicklung der 40-mm-Kanone bot Bofors 1932 eine Variante im Kaliber 25 Millimeter an, die unter der Bezeichnung 25 mm akan M/32 eingeführt wurde.
Die erste von der Marine bestellte Version des 40-mm-Modells war für den Einsatz auf U-Booten gedacht. Das Rohr wurde auf 1,68 Meter (Kaliberlänge 42) verkürzt, was die Mündungsgeschwindigkeit auf 700 m/s reduzierte. Wenn die Waffe nicht gebraucht wurde, konnte sie mit senkrecht aufgerichtetem Rohr in einen wasserdichten Zylinder versenkt werden.
Die erste Bestellung für eine „echte“ L/60 kam von der niederländischen Marine, welche im August 1934 fünf Zwillingslafetten für den Kreuzer De Ruyter bestellte. Diese Geschütze wurden auf der sogenannten Hazemeyer Lafette montiert. Dabei handelt es sich um eine in drei Achsen stabilisierte Montage, die – zumindest theoretisch – die Waffe komplett von den Schiffsbewegungen entkoppeln konnte. Sie wog allerdings 7000 Kilogramm. Alle fünf Geschützstände wurden durch ein einziges Feuerleitsystem gesteuert.

### Grundtyp

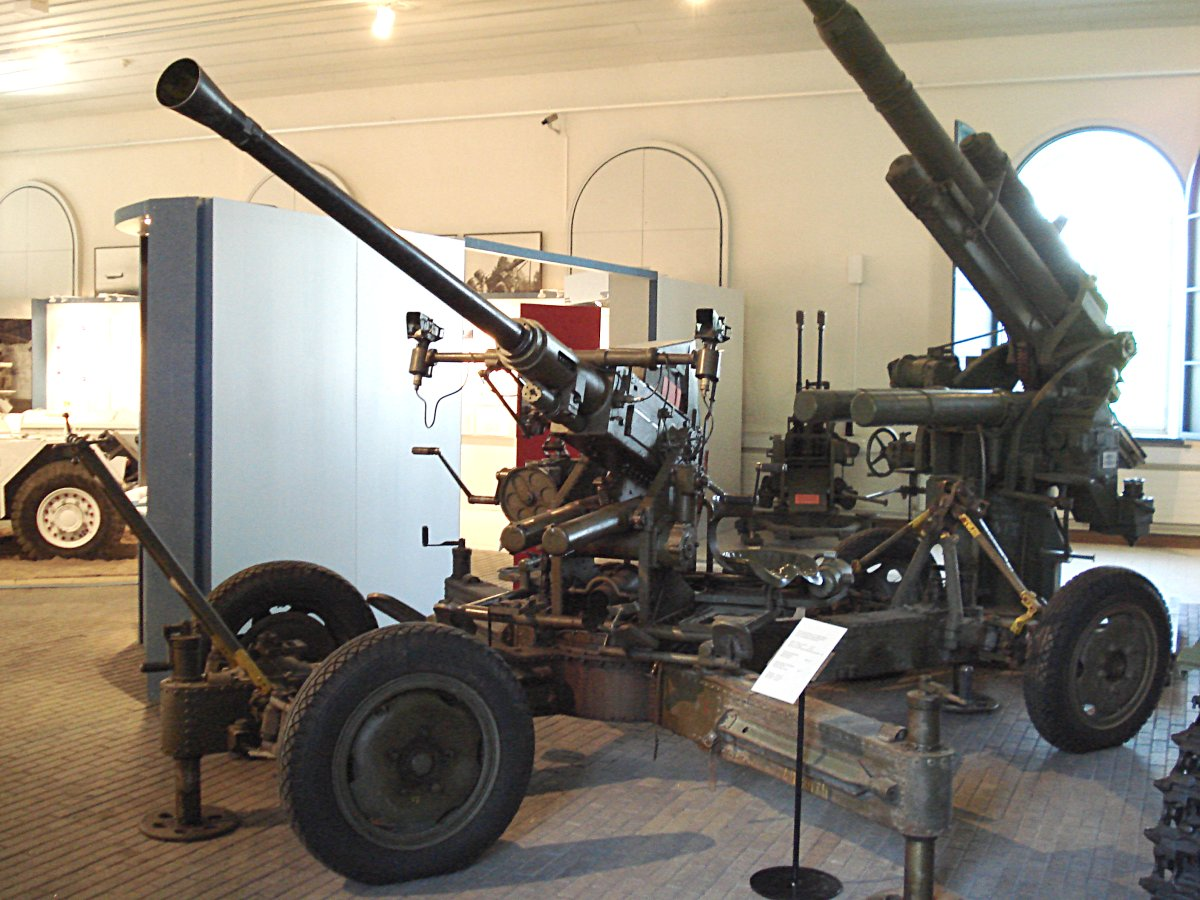
Finnische Bofors 40 mm. Das Geschütz zeigt die originale Zieleinrichtung und besitzt im Unterschied zu den britischen Modellen keine Schutzschilde.

Bofors begann daneben mit der Entwicklung einer passenden Radlafette für den Einsatz an Land, die erstmals im April 1935 auf einer Messe in Belgien vorgestellt wurde. Das Geschütz konnte auch im Erdkampf eingesetzt werden, da das Rohr bis −5 Grad absenkbar war.
Die vierrädrige Lafette sorgte für Aufsehen, da das Geschütz ohne abzuprotzen direkt abgefeuert werden konnte, wenn auch mit geringerer Genauigkeit.
Falls Zeit für einen geordneten Aufbau verfügbar war, konnte die Bedienungsmannschaft unter Verwendung der Schleppstange und der Rohrarretierung als Hebel die Räder vom Boden abheben und dadurch das Geschütz auf Stützplatten absenken. Zwei zusätzliche Stützbeine wurden seitlich ausgeklappt und das Geschütz mittels Handkurbeln ausgerichtet. Der gesamte Aufbau konnte von geübten Mannschaften in weniger als einer Minute abgeschlossen werden.
Unmittelbar nach dieser Präsentation begannen die Bestellungen für die landgestützte Version, wobei Belgien im August 1935 mit acht Geschützen den Anfang machte. Danach folgte eine Flut von Aufträgen anderer Streitkräfte einschließlich jener Polens, Norwegens, Österreichs und Finnlands. Von der schwedischen Armee wurde die Waffe erst im Folgejahr unter der Bezeichnung 40 mm Ivakan m/36 übernommen, wobei das kleingeschriebene „m“ auf ein Armeemodell hinweist – im Gegensatz zum Marinemodell mit großgeschriebenem „M“.

## Einsatz

### Im Zweiten Weltkrieg

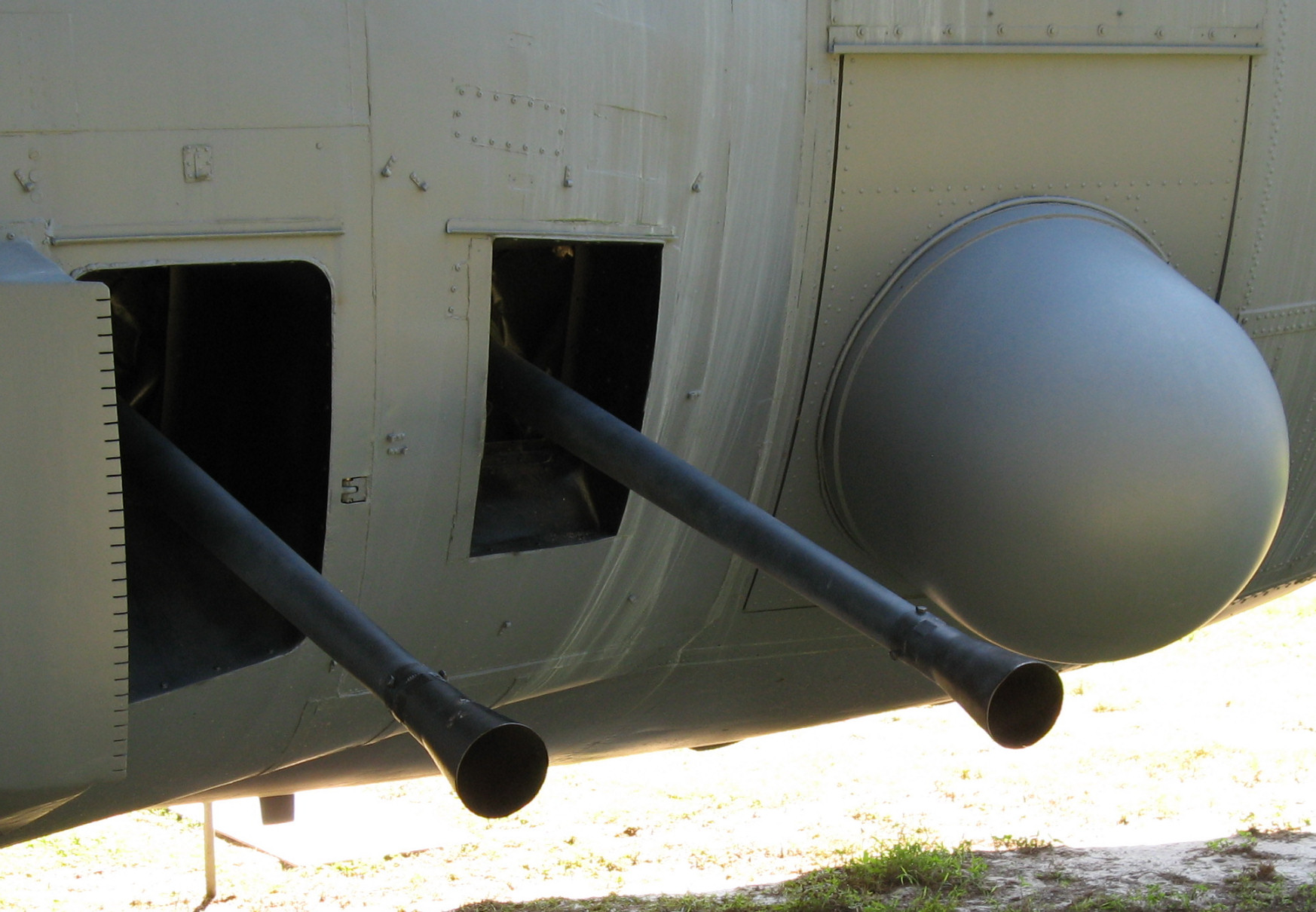
40-mm-Bofors-Geschütze in einem Spectre Gunship

Das 40-mm-Bofors-Geschütz wurde in vielen Streitkräften eingesetzt. Es wurde nach dem „Anschluss“ Österreichs im März 1938 als 4-cm-FlaK 28 auch in der deutschen Wehrmacht eingeführt. Zahlreiche Batterien der Heeres-Flugabwehr waren mit ihm ausgerüstet. In Deutschland wurde es in Lizenz von der Firma Rheinmetall-Borsig nachgebaut. Auf Seiten der Alliierten war es eines der Standardflugabwehrgeschütze im Zweiten Weltkrieg.

### Nach dem Zweiten Weltkrieg

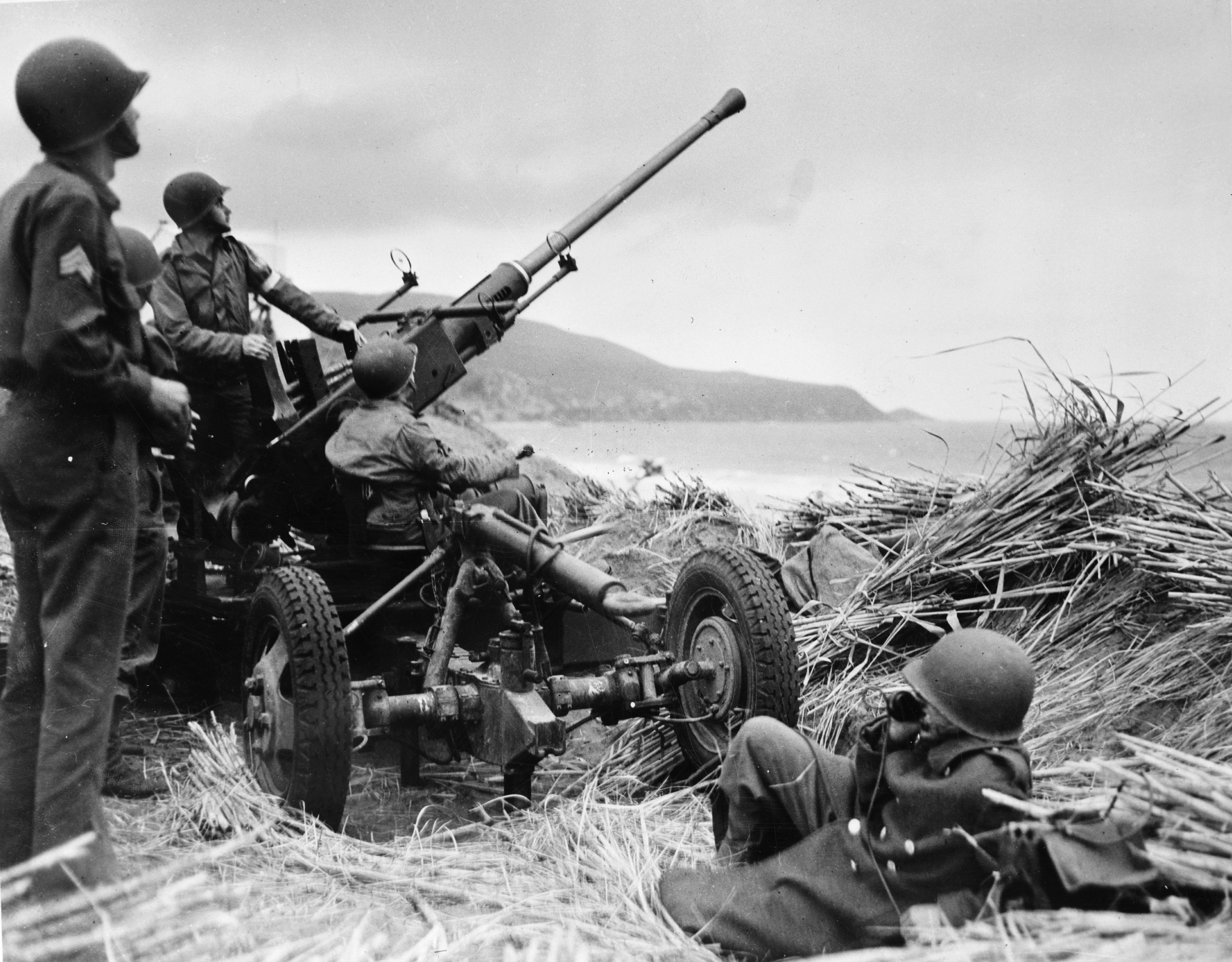
40-mm-Bofors-Geschütz im Einsatz der US-Army 1943 in Algerien

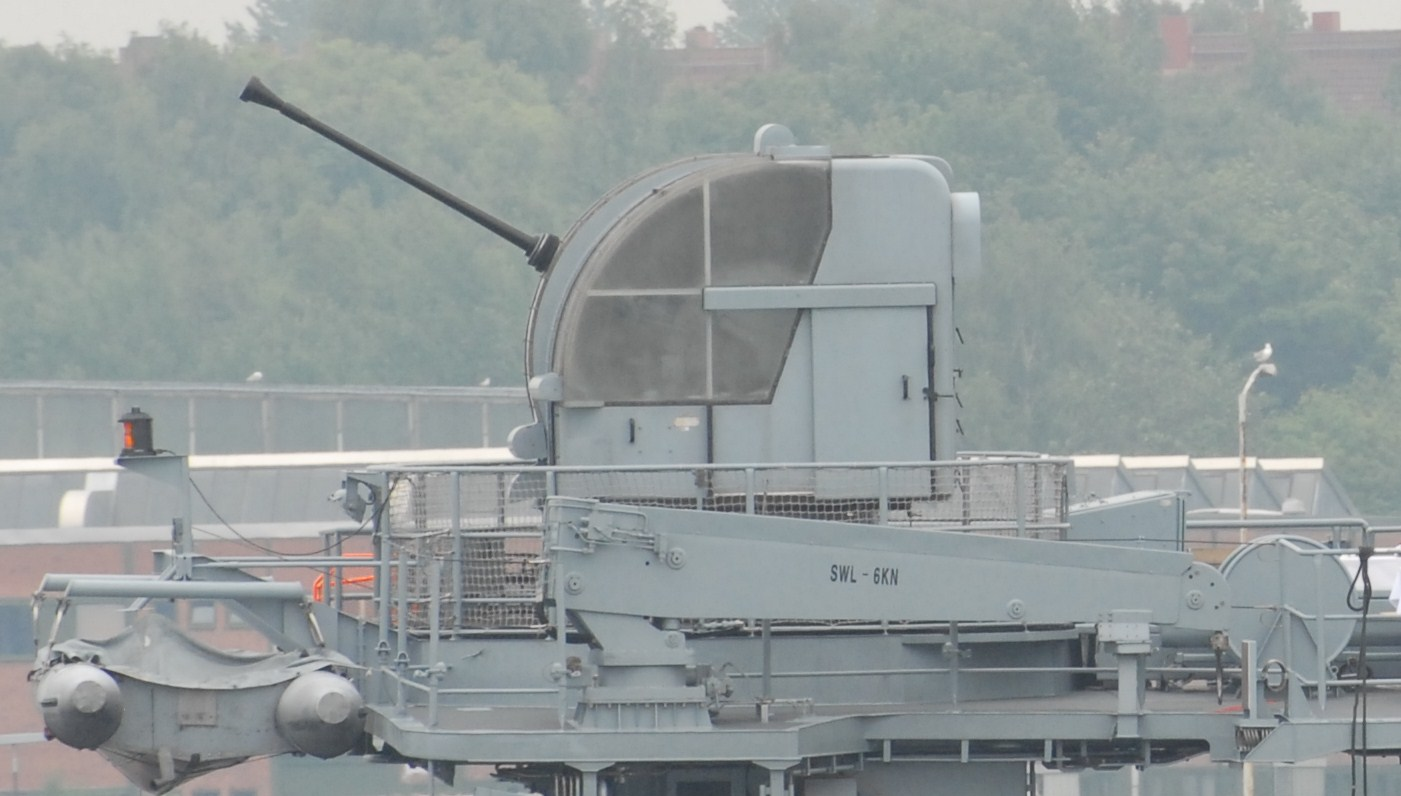
40-mm-Bofors-Flak L/70 Mod. 58, eines der zwei Schiffsgeschütze des Minensuchers Hameln

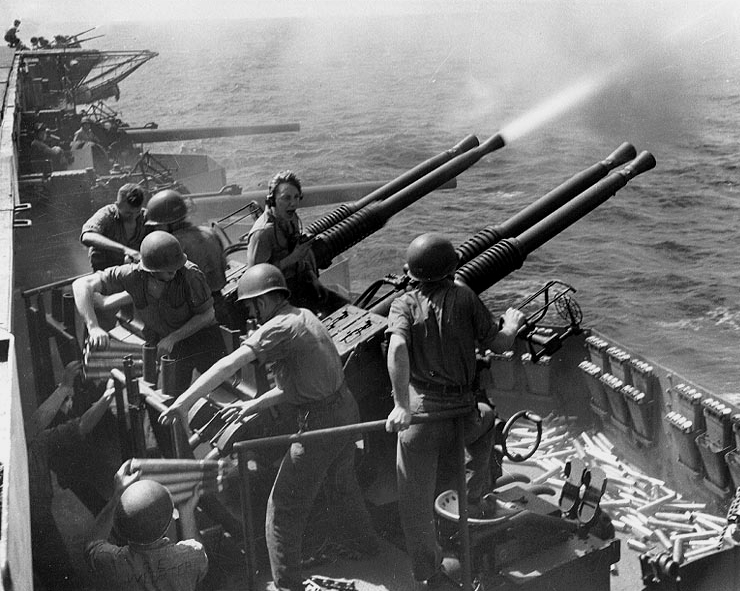
Feuernde 40-mm-Bofors-Geschütze auf Vierlingslafette an Bord des Flugzeugträgers Hornet 1945 im Pazifik

Bei der Bundeswehr wurde das Bofors 40-mm-L/70-Geschütz sowohl für die Heeres-Flugabwehrbataillone als auch 1957 für die Luftwaffenflugabwehrbataillone 41–45 und 1959 für die Luftwaffenflugabwehrbataillone 46–48 und für die Marine beschafft.
Die Außerdienststellung erfolgte bei der Luftwaffe 1965, beim Heer in den 70er Jahren; beim Heer folgte ab 1979 das Waffensystem Flugabwehrraketenpanzer Roland. Danach war es noch bei der Bundesmarine in Verwendung, auch zur Fliegerabwehr auf Marinefliegerstationen MFG 1 in Jagel, MFG 2 in Tarp-Eggebek und MFG 3 in Nordholz. Hier war die Kanone mit einer Mehrladeeinrichtung mit 154 Schuss versehen.
Das Geschütz wurde – neben dem Hilfsantrieb per Handkurbel – elektro-hydraulisch bewegt. Zur Stromerzeugung diente bei den Flugabwehrbataillonen der Bundeswehr ein mobiles Stromerzeugeraggregat, das jeweils 3 Geschütze und das Feuerleitgerät eines Zuges versorgte. Das Geschütz wurde entweder mit einem optischen NIFE-Reflexvisier manuell oder hauptsächlich über das radargesteuerte Feuerleitgerät Fledermaus D7B gerichtet, das einen Feuerleitrechner mit Röhrentechnik besaß. Damit konnten Flugziele bis zu einer Entfernung von 50 km erfasst werden. Die wirksame Schussentfernung betrug 3000 m mit Feuerleitgerät, 1500 m mit optischem Visier.

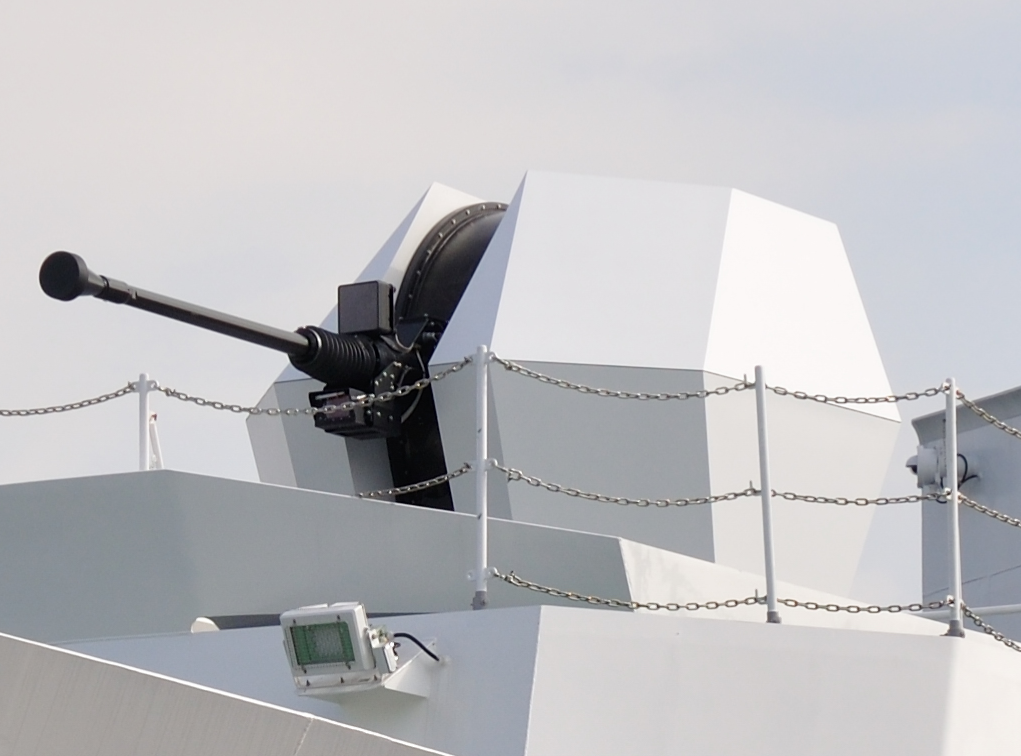
Bofors 40-mm L/70. Mk4 Naval Gun

Seit den 1970er-Jahren wird die Kanone auch auf verschiedenen Versionen US-amerikanischer Gunships eingesetzt. Hier sei beispielhaft die Lockheed AC-130 genannt. Diese verwendet in einigen Baureihen zwei 40-mm-Bofors-Geschütze zur Bekämpfung von Bodenzielen. Die Gatling-Kanonen und die Bofors-Geschütze in neueren Versionen des Gunships sollten durch 30-mm-Maschinenkanonen ersetzt werden. Dieses Vorhaben wurde aber aus verschiedenen Gründen wieder eingestellt und es wird weiterhin die Kombination aus Gatling und Bofors verwendet.
Das schwedische 40-mm-Geschütz wurde mehrfach weiterentwickelt und steht heute noch bei etlichen Streitkräften im Einsatz.

Im Zuge des Ukraine-Krieges wurden mehrere Dutzend Geschütze von Litauen an die Ukraine geliefert.

## Technische Daten

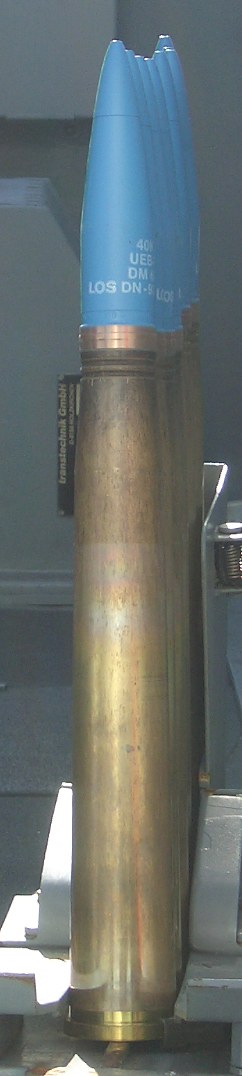
Übungsmunition für 40-mm-Geschütz L/70

### 40 mm L/60
- Kaliber: 40 Millimeter
- Granate: 40×311R
- Geschossgewicht: 900 Gramm
- Gewicht: 1981 Kilogramm
- Mündungsgeschwindigkeit: 810 m/s
- Kadenz: 120 Schuss pro Minute
- Schussweite: maximal 7160 Meter, 9830 Meter bei 45° Schusswinkel

abhängig vom Munitionstyp Selbstzerlegung nach 2700 bis 3200 Metern

### 40 mm L/70
- Kaliber: 40 Millimeter
- Granate: 40×364R
- Geschossgewicht: 870 Gramm
- Gewicht: 5150 Kilogramm
- Mündungsgeschwindigkeit: 1030 m/s
- Kadenz: 240 Schuss pro Minute, spätere Versionen bis 330 Schuss pro Minute
- Schussweite: maximal 12.500 Meter

## Nutzerstaaten

### Im Zweiten Weltkrieg
| Nutzer                  | Vereinigtes Königreich                                                                                 | Deutsches Reich     | Vereinigte Staaten                                                            | Japan               |
| Bezeichnung             | 40 mm L/56 OQF                                                                                         | 4 cmL/56 Flak       | 40 mm L/56                                                                    | 4 cmL/60            |
| Varianten               | Mk III, IV, VIII, IX, X, XI, NI, NI/I                                                                  | 28.                 | Mark 1, Mark 2, M1                                                            | Typ 5               |
| Geschosstypen           | Hochexplosivgranate HE Panzerbrechende Granate AP (armour piercing), SAP (Semi armour piercing capped) | Hochexplosivgranate | Hochexplosivgranate Mark 1, Mark 2 Panzerbrechende Granate AP AP M81A1, M81A2 | Hochexplosivgranate |
| Lafetten                | Zweifach Mk IV, Mk V Sechsfach Mk VI Einzel Mk II                                                      | Einzel              | Einzel, Mark 3 Zweifach, Mark 1 Vierfach Mark 2, Mark 4                       | Einzel              |
| Elevation               | +90 Grad                                                                                               | +90 Grad            | +90 Grad                                                                      | +95 Grad            |
| Seitenrichtbereich      | 360 Grad                                                                                               | 360 Grad            | 360 Grad                                                                      | 360 Grad            |
| Reichweite              | 9830 m                                                                                                 | 9600 m              | 10.180 m                                                                      | 10.000 m            |
| Mündungsgeschwindigkeit | 853–885 m/s                                                                                            | 854 m/s             | 881 m/s                                                                       | 900 m/s             |
| Steighöhe               | 7160 m                                                                                                 | 7000 m              | 6797 m                                                                        | 8000 m              |

### Nach dem Zweiten Weltkrieg
- Abu Dhabi
- Algerien
- Ägypten
- Argentinien
- Australien
- Bangladesch
- Belgien
- Belize
- Brasilien
- Brunei
- Chile
- Dänemark
- Deutschland
- Dubai
- Ecuador
- Finnland
- Frankreich
- Griechenland
- Guatemala
- Jemen
- Indien
- Indonesien
- Irland
- Irak
- Island
- Israel
- Italien
- Japan
- Jordanien
- Kanada
- Kambodscha
- Katar
- Kroatien
- Lettland
- Libyen
- Litauen
- Malaysia
- Malta
- Mexiko
- Myanmar
- Niederlande
- Norwegen
- Neuseeland
- Oman
- Österreich
- Pakistan
- Panama
- Peru
- Philippinen
- Polen
- Portugal
- Saudi-Arabien
- Serbien
- Singapur
- Südafrika
- Südkorea
- Spanien
- Sri Lanka
- Schweden
- Schweiz
- Südvietnam
- Taiwan
- Thailand
- Ukraine: 36[9]
- Uruguay
- Türkei
- Ungarn
- Vereinigte Arabische Emirate
- Vereinigtes Königreich
- Vereinigte Staaten
- Venezuela
- Zypern